# ديفيد همفري
ديفيد همفري (بالإنجليزية: David Humphrey)‏ هو مصمم مطبوعات وفنان ورسام أمريكي، ولد في 1955.